# Creative Commons
Creative Commons é uma organização não governamental sem fins lucrativos localizada em Mountain View, na California, voltada a expandir a quantidade de obras criativas disponíveis, através de suas licenças que permitem a cópia e compartilhamento com menos restrições que o tradicional todos direitos reservados. Para esse fim, a organização criou diversas licenças, conhecidas como licenças Creative Commons.
A organização foi fundada em 2001 por Larry Lessig, Hal Abelson, e Eric Eldred com apoio do Centro de Domínio Público. O primeiro conjunto de licenças copyright foi lançado em dezembro de 2002. Creative Commons é governado por um conselho de diretores e um conselho técnico. Joi Ito é atualmente o coordenador do conselho e CEO. Creative Commons tem sido abraçada por muitos criadores de conteúdo, pois permite controle sobre a maneira como sua propriedade intelectual será compartilhada. Alguns criticam a ideia acusando-a de não ser suficientemente abrangente.

## Finalidade das licenças Creative Commons
As licenças Creative Commons foram idealizadas para permitir a padronização de declarações de vontade no tocante ao licenciamento e distribuição de conteúdos culturais em geral (textos, músicas, imagens, filmes e outros), de modo a facilitar seu compartilhamento e recombinação, sob a égide de uma filosofia copyleft.
As licenças criadas pela organização permitem que detentores de copyright (isto é, autores de conteúdos ou detentores de direitos sobre estes) possam abdicar em favor do público de alguns dos seus direitos inerentes às suas criações, ainda que retenham outros desses direitos. Isso pode ser operacionalizado por meio de um sortimento de módulos-padrão de licenças, que resultam em licenças prontas para serem agregadas aos conteúdos que se deseje licenciar.
Os módulos oferecidos podem resultar em licenças que vão desde uma abdicação quase total, pelo licenciante, dos seus direitos patrimoniais, até opções mais restritivas, que vedam a possibilidade de criação de obras derivadas ou o uso comercial dos materiais licenciados.

## História do projeto
A filosofia inerente às licenças Creative Commons encontra antecedentes na Open Publication License (OPL), na GNU General Public License (GPL) e na GNU Free Documentation License (GFDL). A GFDL foi criada precipuamente para o licenciamento de documentação de projetos de software, mas passou também a ser utilizada em outros projetos (como a Wikipedia).
As licenças Creative Commons, no entanto, diferenciam-se de tais iniciativas por não incluírem necessariamente dentre os direitos disponibilizados ao público (conforme o tipo de licença que se esteja a tratar) a possibilidade de manipulação do conteúdo por meio de código aberto. Tais licenças, nestas hipóteses, acabam permitindo unicamente a livre manipulação, distribuição, compartilhamento e replicação destes conteúdos.
O projeto Creative Commons foi lançado oficialmente em 2001. Lawrence Lessig, professor da Universidade de Stanford, fundador e presidente da Creative Commons, começou a organização como um método adicional de conseguir os objetivos do seu caso no Supremo tribunal, Eldred v. Ashcroft.
A primeira proposta de licenças Creative Commons foi publicada em 16 de Dezembro de 2002.
O projeto foi premiado com o Golden Nica Award no Prix Ars Electronica na categoria "Net Vision" em 2004.
Em maio de 2009 a Wikipédia passou a ser licenciada duplamente pelo Creative Commons e pela GFDL
No Dia 29 de Janeiro de 2010, Lawrence Lessig e Ronaldo Lemos lançou no Brasil a versão 3.0 das licenças na Campus Party Brasil.

### Outras informações relevantes
A entidade disponibiliza ainda metadados RDF/XML, que descrevem as licenças de forma a tornar mais fácil localizar e processar em rede obras licenciadas pelo padrão da entidade.

## Implicações legais
Originalmente, as principais licenças Creative Commons foram redigidas levando em consideração o modelo legal norte-americano (derivado do common law). A partir da versão 3.0, as licenças passaram a ser redigidas de acordo com a legislação internacional sobre direitos autorais, como as Convenções de Berna e Roma. Isso faz com que possam se integrar facilmente às legislações dos países que participam dessas convenções, como é o caso do Brasil.
Ainda que se considere que as licenças são meros contratos-padrão entre o autor e o público, usar tais modelos sem levar em consideração as leis locais poderia tornar as licenças inutilizáveis. Por essa razão, a entidade desenvolveu o projeto iCommons (International Commons), visando uniformizar a redação das licenças por ela disponibilizadas, de acordo com as especificidades normativas de cada país.
No Brasil, as licenças já se encontram traduzidas e totalmente adaptadas à legislação brasileira. O projeto Creative Commons é representado no Brasil pelo Centro de Tecnologia e Sociedade da Faculdade de Direito da Fundação Getúlio Vargas, no Rio de Janeiro.
O Ministério da Cultura do Brasil incorporou, em 2003, a licença Creative Commons em suas políticas e projetos, com o objetivo de possibilitar maior circulação das obras criadas sob o patrocínio do governo federal. A Ministra Ana de Hollanda, que assumiu a pasta da Cultura em janeiro de 2011, retirou o selo da licença do site do ministério sob a alegação de que a legislação de direito autoral do país já contempla a liberação de conteúdo. A atitude da ministra tem gerado grande polêmica no País sobre a necessidade e a pertinência dessas licenças criativas alternativas.
Em Portugal, as licenças estão também adaptadas à legislação portuguesa, sendo o projeto de adaptação capitaneado pela Universidade Católica Portuguesa, UMIC e INTELI.
Atualmente, as licenças Creative Commons já foram adaptadas às legislações nacionais de mais de 30 países, tais como França, Alemanha, Itália, Espanha e outros.

## Tipos de licença
Há sete grandes licenças da Creative Commons:
| Símbolo          | Descrição                                    | Sigla    | Cultura do remix | Permissão de uso comercial | Definição de Obras Culturais Livres | Open Definition |
| ---------------- | -------------------------------------------- | -------- | ---------------- | -------------------------- | ----------------------------------- | --------------- |
| CC0 icon         | Libera conteúdo globalmente sem restrições   | CC0      | Sim              | Sim                        | Sim                                 | Sim             |
| CC-BY icon       | Atribuição                                   | BY       | Sim              | Sim                        | Sim                                 | Sim             |
| CC-BY-SA icon    | Atribuição + CompartilhaIgual                | BY-SA    | Sim              | Sim                        | Sim                                 | Sim             |
| CC-by-NC icon    | Atribuição + NãoComercial                    | BY-NC    | Sim              | Não                        | Não                                 | Não             |
| CC-BY-ND icon    | Atribuição + SemDerivações                   | BY-ND    | Não              | Sim                        | Não                                 | Não             |
| CC-BY-NC-SA icon | Atribuição + NãoComercial + CompartilhaIgual | BY-NC-SA | Sim              | Não                        | Não                                 | Não             |
| CC-BY-NC-ND icon | Atribuição + NãoComercial + SemDerivações    | BY-NC-ND | Não              | Não                        | Não                                 | Não             |

## Projetos e obras que utilizam as licenças Creative Commons
Desde o lançamento do projeto, o crescimento do catálogo de obras audiovisuais e textuais licenciados por um ou outro tipo de licença Creative Commons, foi exponencial. Alguns dos mais conhecidos projetos licenciados com as licenças CC incluem, exemplificativamente:
- O livro de Lawrence Lessig Free Culture (2004), primeiro livro licenciado sob CC.
- A ficção de Cory Doctorow.
- O portal jurídico Groklaw.
- MIT OpenCourseWare - Sebentas (apostilas) académicas do MIT.
- Três dos livros de Eric S. Raymond, The Cathedral and the Bazaar (o primeiro livro completo e comercialmente lançado por O'Reilly & Associates[12] sob uma licença CC), The New Hacker's Dictionary, e The Art of Unix Programming.
- Public Library of Science
- Um vasto sortimento de fotografias publicadas no portal de compartilhamento Flickr.
- Conteúdo do blog oficial do Governo de Minas Gerais[13]
- A Wikipédia, a enciclopédia livre.